# Stazione di Sukagawa
La stazione di Sukagawa (須賀川駅?, Sukagawa-eki) è una stazione ferroviaria situata della città di Sukagawa, nella prefettura di Fukushima, ed è servita dalla linea principale Tōhoku regionale della JR East.

## Servizi ferroviari
East Japan Railway Company
■ Linea principale Tōhoku (servizi regionali)

## Struttura
La stazione è dotata di due marciapiedi laterali con due binari passanti in superficie, collegati da un sovrappassaggio. Sono presenti distributori automatici di biglietti, biglietteria con sportello (6:20 - 20:30) e supporto alla bigliettazione elettronica Suica anche con tornelli automatici, oltre ad alcuni negozi e un kombini.
| 1 | ■ Linea principale Tōhoku | per Shirakawa, Kuroiso, Utsunomiya |
| 2 | ■ Linea principale Tōhoku | per Kōriyama, Fukushima e Sendai   |

## Stazioni adiacenti
| «                       | Servizio                | »                       |
| Linea principale Tōhoku | Linea principale Tōhoku | Linea principale Tōhoku |
| ----------------------- | ----------------------- | ----------------------- |
| Kagamiishi              | -                       | Asaka-Nagamori          |